# Coppa del Presidente dell'AFC 2009
La Coppa del Presidente dell'AFC 2009 è stata la quinta edizione del torneo; questa competizione calcistica internazionale comprende quelle squadre di club asiatiche provenienti dalle nazioni categorizzate come "emergenti" dalla Asian Football Confederation.

## Squadre qualificate
| Squadra                   | Metodo di Qualificazione                              |
| ------------------------- | ----------------------------------------------------- |
| Regar-TadAZ Tursunzoda    | Vincitori Tajik League 2008                           |
| Nepal Police Club         | Vincitori Martyr's Memorial A-Division League 2006/07 |
| Taiwan Power Company F.C. | Vincitori Enterprise Football League 2008             |
| WAPDA                     | Vincitori Pakistan Premier League 2008                |
| Abahani Ltd.              | Vincitori B. League 2008                              |
| Army SC                   | Vincitori Kit Premier League 2008/09                  |
| FC Aşgabat                | Vincitori Turkmenistan League 2008                    |
| Yeedzin FC                | Vincitori A-Division 2008                             |
| Phnom Penh Crown          | Vincitori Cambodian League 2008                       |
| Dordoi-Dynamo Naryn       | Vincitori Kyrgyzstan League 2008                      |
| Kan Baw Za                | Vincitori Myanmar Premier League 2008*                |

## Fase a Gruppi

### Gruppo A
Tutte le partite vengono ospitate dal Nepal Police Club al Dashrath Stadium di Kathmandu (Nepal).
| Squadra                   | Pt | PG | V | N | P | GF | GS | DR |
| ------------------------- | -- | -- | - | - | - | -- | -- | -- |
| Regar-TadAZ Tursunzoda    | 5  | 3  | 1 | 2 | 0 | 5  | 3  | +2 |
| WAPDA                     | 5  | 3  | 1 | 2 | 0 | 3  | 1  | +2 |
| Taiwan Power Company F.C. | 3  | 3  | 1 | 0 | 2 | 5  | 8  | -3 |
| Nepal Police Club         | 2  | 3  | 0 | 2 | 1 | 4  | 5  | -1 |

| [[Kathmandu (Nepal)]] 14 maggio , 2009, ore 13:00 (UTC+5:45) | Regar-TadAZ Tursunzoda | 0 – 0 referto | WAPDA | Dashrath Stadium (2.000 spett.)\| Arbitro: \| Vo Minh Tri \| |
| Arbitro:                                                     | Vo Minh Tri            |               |       |                                                              |

| Arbitro: | Mombeni Hedayat |

|                                          |           |                                                               |
| Bhola Nath Silwal 21’ Chetan Ghimire 84’ | Marcatori | 22’ Feng Pao-Hising 46’ Lin Po-Yuan 57’ (rig.) Lee Meng-Chian |

| [[Kathmandu (Nepal)]] 16 maggio , 2009, ore 13:00 (UTC+5:45) | WAPDA      | 0 – 0 referto | Nepal Police Club | Dashrath Stadium (3.000 spett.)\| Arbitro: \| Lee Min Hu \| |
| Arbitro:                                                     | Lee Min Hu |               |                   |                                                             |

| Arbitro: | Ogiya Kenji |

|                    |           |                                                              |
| Fang Ching-Jen 79’ | Marcatori | 28’ Ibragim Rabimov 83’ Maruf Rustamov 85’ Sardorbrek Eminov |

| Arbitro: | Ogiya Kenji |

|                                        |           |                         |
| Shujoat Nematov 24’ Maruf Rustamov 47’ | Marcatori | 28’, 64’ Chetan Ghimire |

| Arbitro: | Lee Min Hu |

|                    |           |                                                         |
| Fang Ching-Jen 10’ | Marcatori | 74’ (rig.), 81’ Arif Memhmood 89’ Muhammad Naveed Akram |

### Gruppo B
Tutte le partite vengono ospitate dall'Abahani Ltd. al Bangabandhu National Stadium di Dacca (Bangladesh).
| Squadra      | Pt | PG | V | N | P | GF | GS | DR |
| ------------ | -- | -- | - | - | - | -- | -- | -- |
| FC Aşgabat   | 4  | 2  | 1 | 1 | 0 | 5  | 1  | +4 |
| Abahani Ltd. | 4  | 2  | 1 | 1 | 0 | 2  | 1  | +1 |
| Army SC      | 0  | 2  | 0 | 0 | 2 | 2  | 7  | -5 |

| Arbitro: | Naser Darwish Mustafa Al-Ghafary |

|                         |           |                                             |
| Samad Yussif 43’ (aut.) | Marcatori | 41’, 75’ Md. Waly Faisal. Shahaj Uddin Tipu |

| Arbitro: | Fan Qui |

|                                                                            |           |                                        |
| Arif Mirzoyev 2’, 36’ Arslanmyrat Amanov 50’, 86’ Dayanchgylych Urazov 68’ | Marcatori | 58’ Kallagodalle Krishantha Priyankara |

----
| [[Dacca (Bangladesh)]] 16 maggio , 2009, ore 18:00 (UTC+6) | Abahani Ltd.                   | 0 – 0 referto | FC Aşgabat | Bangabandhu National Stadium (8.700 spett.)\| Arbitro: \| Mohammad Mousa Khalaf Abu Loum \| |
| Arbitro:                                                   | Mohammad Mousa Khalaf Abu Loum |               |            |                                                                                             |

### Gruppo C
Tutte le partite vengono ospitate dal Dordoi-Dynamo Naryn allo Spartak Stadium di Biškek (Kirghizistan).
| Squadra             | Pt | PG | V | N | P | GF | GS | DR  |
| ------------------- | -- | -- | - | - | - | -- | -- | --- |
| Dordoi-Dynamo Naryn | 9  | 3  | 3 | 0 | 0 | 12 | 2  | +10 |
| Kan Baw Za          | 6  | 3  | 2 | 0 | 1 | 9  | 7  | +2  |
| Phnom Penh Crown    | 3  | 3  | 1 | 0 | 2 | 7  | 8  | -1  |
| Yeedzin FC          | 0  | 3  | 0 | 0 | 3 | 3  | 14 | -11 |

| Arbitro: | Nawaf Abdulla Ghayyath Shukralla |

|                                             |           |                                                             |
| Soe Min Oo 7’, 38’, 44’ Khin Maung Lwin 37’ | Marcatori | 20’ Oscar Koua Mpoko 21’ (rig.), 30’ Jean-Roger Lappe Lappe |

| Arbitro: | Vladislav Tseytlin |

|                                                                                          |           |  |
| Mirlan Murzaev 2’, 19’ (rig.), 65’, 79’ David Bruce Tetteh 29’, 87’ Artem Muladjanov 48’ | Marcatori |  |

| Arbitro: | Seydov Kakabay |

|                                  |           |                                                              |
| Pema Chopel 10’ Jigme Tenzin 31’ | Marcatori | 38’ (aut.) Pema Rinchen 40’, 81’ Soe Min Oo 78’ Win Min Htut |

| Arbitro: | Nawaf Abdulla Ghayyath Shukralla |

|                            |           |                                                                |
| Jean-Roger Lappe Lappe 33’ | Marcatori | 45+3’ David Bruce Tetteh 46’ Mirlan Murzaev 78’ Ruslan Sydykov |

| Arbitro: | Vladislav Tseytlin |

|                                                |           |               |
| Jean-Roger Lappe Lappe 22’, 63’ Rithy Chan 43’ | Marcatori | 40’ Tshedupla |

| Arbitro: | Seydov Kakabay |

|                                         |           |               |
| David Bruce Tetteh 28’ Ildar Amirov 38’ | Marcatori | 3’ Soe Min Oo |

## Fase a eliminazione diretta

### Squadre qualificate
Accedono alla fase successiva le 3 vincitrici dei gironi:
- Regar-TadAZ Tursunzoda
- FC Aşgabat
- Dordoi-Dynamo Naryn

A esse si aggiunge la migliore tra le seconde qualificate:
| Squadra      | Pt | PG | V | N | P | GF | GS | DR |
| ------------ | -- | -- | - | - | - | -- | -- | -- |
| WAPDA        | 4  | 2  | 1 | 1 | 0 | 3  | 1  | +2 |
| Abahani Ltd. | 4  | 2  | 1 | 1 | 0 | 2  | 1  | +1 |
| Kan Baw Za   | 3  | 2  | 1 | 0 | 1 | 5  | 5  | 0  |

Poiché il secondo girone comprende solo 3 squadre i punteggi delle seconde qualificate negli altri gironi sono conteggiati escludendo i risultati ottenuti contro la quarta classificata dei rispettivi gruppi.
- I sorteggi per le semifinali si sono svolti a Kuala Lumpur (Malaysia) il 22 luglio 2009[1].
- Le gare della fase finale del torneo si svolgeranno tutte al Metallurg Stadium di Tursunzoda[1].

### Semifinali
| Arbitro: | Mohammad Moussa Kalaf Abu Loum |

|                                          |           |                         |
| Talant Samsaliev 31’ Vadim Harchenko 46’ | Marcatori | 54’ Guvanch Hangeldiyev |

| Arbitro: | Nawaf Abdulla Ghayyath Shukralla |

|                                                                    |           |                                                     |
| Ibragim Rabimov 74’ Maruf Rustamov 90+1’, 113’ Hasan Rustamov 106’ | Marcatori | 42’ Ali Shah Zulfiqar 84’ Mahmood 103’ Bakhsh Khuda |

### Finale
| Arbitro: | Faghani Alireza |

|                                           |           |  |
| Ibragim Rabimov 7’ Khurshed Makhmudov 55’ | Marcatori |  |

## Classifica marcatori
| # | Giocatore              | Squadra                | Reti |
| - | ---------------------- | ---------------------- | ---- |
| 1 | Soe Min Oo             | Kan Baw Za             | 6    |
| 2 | Mirlan Murzaev         | Dordoi-Dynamo Naryn    | 5    |
| 2 | Jean-Roger Lappe Lappe | Phnom Penh Crown       | 5    |
| 4 | David Bruce Tetteh     | Dordoi-Dynamo Naryn    | 4    |
| 4 | Maruf Rustamov         | Regar-TadAZ Tursunzoda | 4    |
| 6 | Chetan Ghimire         | Nepal Police Club      | 3    |
| 6 | Ibragim Rabimov        | Regar-TadAZ Tursunzoda | 3    |